# Endemol
Endemol fue una empresa de medios con sede en Países Bajos que producía y distribuía contenido de entretenimiento multiplataforma. La compañía producía anualmente programas que incluían drama, reality shows, comedia, programas de juegos, entretenimiento, programación factual e infantil.
Endemol, una red global de operaciones en más de 30 países, trabajó con más de 300 emisoras, plataformas digitales y licenciatarios en todo el mundo. El negocio cubría el desarrollo, la producción, el marketing, la distribución, la gestión de franquicias y las iniciativas multiplataforma que incluían vídeo digital, juegos y aplicaciones.
Endemol se fusionó en Endemol Shine Group (una empresa conjunta entre The Walt Disney Company y Apollo Global Management) y tenía su sede en los Países Bajos en 2015. Desde la fusión, Endemol es una unidad de nombre exclusivo de Endemol Shine Group, y en los años siguientes, el icónico logotipo del ojo de Endemol fue reemplazado por el logotipo de Endemol Shine Group, que solo incluía marcas de palabras, en los créditos finales de la mayoría de los programas para los que tenía licencia. Endemol creó y dirigió franquicias de reality, talentos y programas de juegos en todo el mundo, incluidos Big Brother, Deal or No Deal, Wipeout, The Money Drop y Your Face Sounds Familiar. La compañía también tiene una cartera de series de drama y comedia que incluye títulos como The Fall, Peaky Blinders, Hell on Wheels, Benidorm, Ripper Street, Black Mirror, Bad Education, My Mad Fat Diary, Hot in Cleveland, Kirstie, Leverage, Home and Away, Death Comes to Pemberley y The Crimson Field.

## Producciones

### Programas detelerrealidad
- La casa de los famosos (Celebrity Big Brother / Gran Hermano VIP)
- Big Brother (Gran Hermano)
- The Real Housewifes of Atlanta (The Real Housewifes of Atlanta)
- Operación Triunfo / Star Academy / The One / Proyect Fame
- Extreme Makeover: Reconstrucción total
- The Games
- La Granja (The Farm). [En España Acorralados / Pesadilla en El Paraíso]
- Secret Story: La casa de los secretos
- Vas o no vas (Perú)
- Only Fools on Horses
- Bar Wars (Guerra de Bares)
- El Bar Provoca (México)
- The Wall

### Programas de juegos
- 1 vs. 100
- Atrapa un millón
- A todo o nada / El último pasajero
- Avanti ¡que pase el siguiente!
- BrainTeaser (El que sabe, sabe)
- Call TV
- Eliminator
- Estos Niños son Imbatibles (The Kids Are all right)
- Flor de palabra (20Q)
- Fear Factor
- In The Grid
- Midnight Money Madness
- Participation TV
- Pulsaciones
- Show Me the Money
- Deal Or No Deal (Trato Hecho, Allá tú, Vas o No Vas)
- Yo Soy
- Los 8 escalones
- Los 8 escalones del millón
- Wipeout

### Programas del final de la noche
- Crónicas Marcianas
- Cita con Apeles

### Programas infantiles
- La Tribu
- The DJ Kat Show (1985-1993)
- Mighty Truck of Stuff
- Bel's Boys
- Roar!
- Drama Total
- Ani Tore! EX

### Programas de Ficción
- 2005 - Doble vida
- 2006 - Al límite
- 2008/2009 - Los Exitosos Pells (en coproducción con Underground Contenidos)
- 2009 - Los Exitosos Pérez
- 2010 - Los Exitosos Gome$
- 2009 - Niní (en coproducción con Kaberplay)
- 2009/2010 - Botineras (en coproducción con Underground Contenidos)
- 2010 - Lo que el tiempo nos dejó (en coproducción con Underground Contenidos)
- 2011 - Un año para recordar (en coproducción con Underground Contenidos)
- 2012 - Graduados (en coproducción con Underground Contenidos)
- 2012 - La dueña
- 2012 - Mi amor, mi amor (en coproducción con El Árbol)
- 2013 - Los vecinos en guerra (en coproducción con Underground Contenidos)
- 2013/2014 - Taxxi, amores cruzados (en coproducción con Azteka Films y Ctv Contenidos)
- 2014/2015 - Viudas e hijos del Rock & Roll (en coproducción con Underground Contenidos)
- 2016 - Por amarte así
- 2018 - El ultimo pasajero (Peru)